# Chaos
Das Wort Chaos [ˈkaːɔs] (von altgriechisch χάος cháos, deutsch ‚der weite leere Raum‘) bezeichnet alltagssprachlich zumeist einen Zustand vollständiger Unordnung oder Verwirrung (Wirrwarr), also fehlender Ordnung bzw. Organisation. In der antiken Mythologie und in der Philosophie fungiert er im Rahmen von Kosmogonien und Kosmologien als Gegenbegriff zu Kosmos, dem griechischen Begriff für die (Welt-)Ordnung oder das geordnete Universum, in modernen naturwissenschaftlichen Theorien (Chaosforschung) hingegen zur Bezeichnung der Unvorhersagbarkeit von Prozessen.

## Begriffsgeschichte
Etymologisch hängt das Wort mit dem griechischen Verb χαίνειν chaínein, deutsch ‚klaffen, gähnen‘ zusammen, bedeutet also ursprünglich etwa „klaffender Raum“, „gähnende Leere“, „Kluft“. Das Wort χαίνειν wird ebenso wie Deutsch gähnen auf eine vermutete Wortwurzel der Indogermanischen Ursprache *ghen- zurückgeführt. Chaos ist mit dem älteren Wort chabos verbunden und Chabos („Gähnschlucht“) heißt eine tiefe Schlucht südlich der Burg von Mykene auf der Peloponnes, vergleichbar der Urschlucht Ginnungagap („gähnende Kluft“) der nordischen Mythologie.
In der Theogonie des griechischen Dichters Hesiod (ca. 700 v. Chr.) ist das Chaos der Urzustand der Welt: „Früher als alles entstand das Chaos, aber sodann ward Gaia…“ Das Chaos besitzt in diesem kosmogonischen Mythos Ähnlichkeit mit dem Nichts und der Leere. Kinder oder Abkömmlinge des Chaos bei Hesiod sind Nyx (die Göttin der Finsternis, der Nacht) und Erebos (der Gott der Finsternis in der Unterwelt). Beide Götter sind zeitgleich aus dem Chaos entstanden.

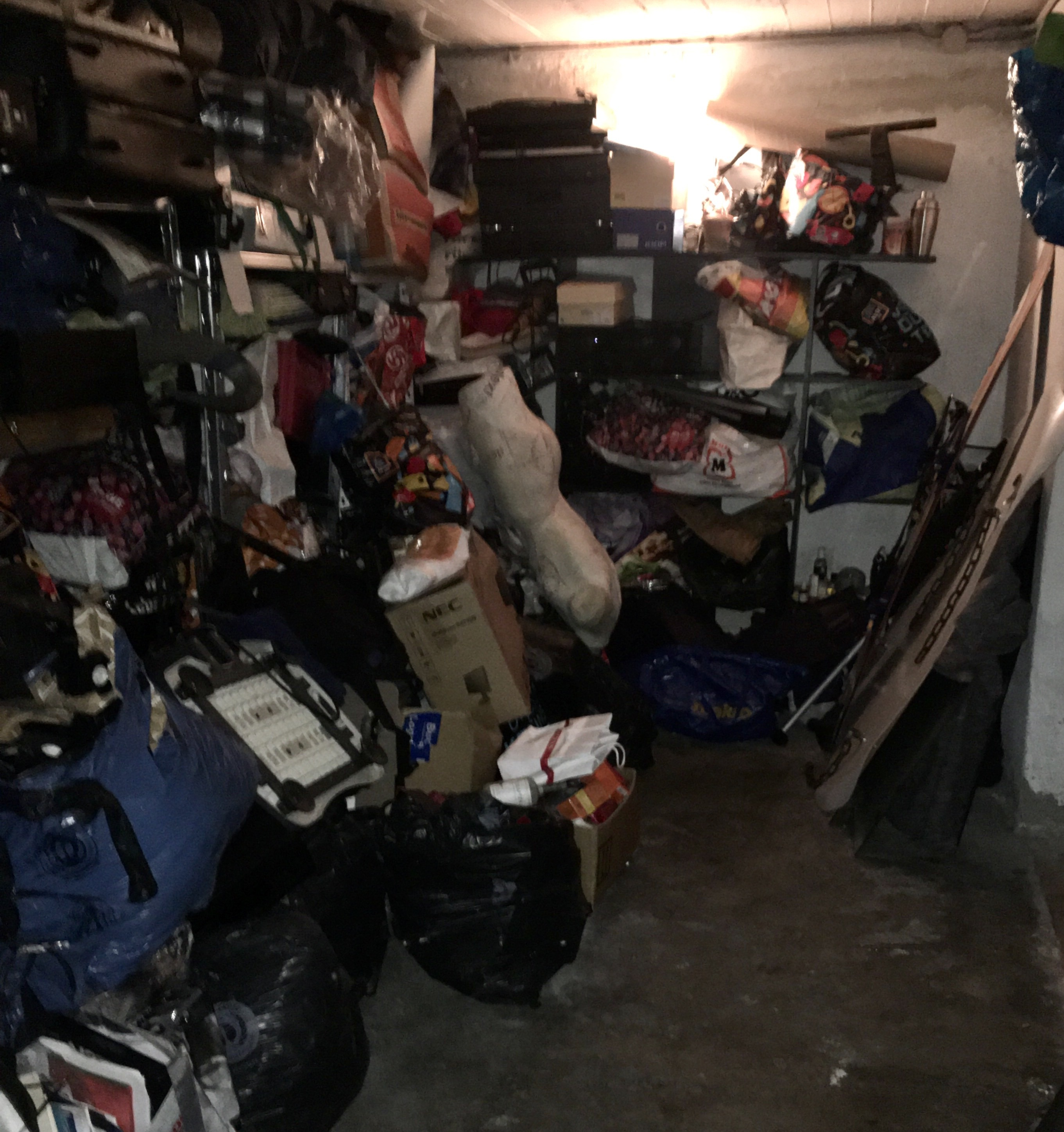
Eine Garage, in der Chaos herrscht.

Die in der Schöpfungsgeschichte der Bibel (Gen 1,2 , vgl. auch Jer 4,23 ) stehenden Worte „wüst und wirr“ (Lutherübersetzung: „wüst und leer“) bezeichnen eigentlich – ursprünglich das urzeitliche – Chaos. In der hebräischen Bibel steht an dieser Stelle תֹהוּ וָבֹהוּ tōhū wā-ḇōhū, das später als Tohuwabohu in die deutsche Sprache Einzug gehalten hat. Das Hendiadyoin setzt sich aus den Worten תֹהוּ tōhū „Leere“, „Öde“, „Chaos“, einem verbindenden וְ wə „und“, und בּהוּ bōhū  „Leere“, „Einöde“, „Chaos“ zusammen. Diese entsprechen in der babylonisch-sumerischen Mythologie den Ur-Drachen-Wesen Tiamat und Abzu (Gottheit), die vom Gott Marduk besiegt werden.
In den Metamorphosen des römischen Dichters Ovid (ca. 1 n. Chr.) wird das Chaos als eine rohe, ungeordnete Masse, nichts als träges Gewicht und auf einen Haufen zusammengeworfene, im Widerstreit befindliche Samen von Dingen, ohne rechten Zusammenhang beschrieben.
Der Chaos-Begriff bei Paracelsus ähnelt in gewisser Weise der späteren Vorstellung von Gas bei Johan Baptista van Helmont, bleibt jedoch in seiner Bedeutung einigermaßen okkult.
Seit dem 17. Jahrhundert bezeichnet Chaos in der Alltagssprache die Unordnung, das Gewirr, das Durcheinander (etwa eines unaufgeräumten Zimmers). Im Neugriechischen hat sich neben dieser auch die ursprüngliche Bedeutung (als klaffender, unüberbrückbarer Abgrund) bewahrt.

## Chaot
Die Bezeichnung Chaot wird in der Regel abwertend und polemisch verwendet. Im Alltag bezeichnet man damit meist einen sehr unordentlichen und schlecht organisiert auftretenden Menschen. Des Weiteren dient das Wort „Chaot“ (wie auch „Krawallmacher“) als politischer Kampfbegriff, um Angehörige gewaltbereiter sozialer Gruppen zu bezeichnen, besonders im Zusammenhang mit Straßenschlachten und Ausschreitungen. Die Geburtsstunde dieser Chaoten waren die großen Demonstrationen gegen die atomare Wiederaufbereitungsanlage in Wackersdorf und das Kernkraftwerk in Brokdorf. In vielen Massenmedien wird der Begriff auch für Hooligans verwendet.
Vor allem Anarchisten, Autonome und Punks werden in politischen Auseinandersetzungen abwertend als „Chaoten“ bezeichnet. Der Begriff wird aber auch für rechtsextreme Skinheads verwendet. Die Punkszene bezieht sich selbst positiv auf den Begriff und veranstaltete seit den 1980er Jahren mehrmals sogenannte „Chaostage“.

## Weitere Bedeutungen
- Mathematik und Physik: ein Zustand nichtlinearer, dynamischer Systeme, siehe Chaosforschung und Entropie
- Einsatzlehre: die Chaosphase bei Einsatzlagen aufgrund einer fehlenden Führungsstruktur bzw. eines fehlenden Lagebildes
- Managementlehre: geringfügige Einflüsse können ein labiles Gleichgewicht in massives Ungleichgewicht stoßen (Schmetterlingseffekt), siehe Edward N. Lorenz
- Im Diskordianismus ist das Chaos, symbolisiert durch Eris, als Antagonistin der durch Aneris symbolisierten Ordnung, von zentraler Bedeutung